# 350 nm
Il 350 nm (350 nanometri o 0,35 µm) evoluzione del precedente processo a 600 nm è un processo produttivo della tecnologia dei semiconduttori con cui vengono prodotti i circuiti integrati a larghissima scala di integrazione (VLSI).
Questo processo fu introdotto negli anni 1995-1996 dalle principali industrie di semiconduttori come Intel e IBM.
Il successore di questo processo utilizza una larghezza di canale di 250 nanometri.

## Processori realizzati con il processo 350 nm
- Intel Pentium Pro CPU lanciato alla fine del 1995.
- CPU AMD K6 (model 6) lanciata sul mercato il 2 aprile 1997.